# Goethepriset
Staden Frankfurt am Mains Goethepris (Goethepreis der Stadt Frankfurt) är ett tyskt litteraturpris, som instiftades 1927 och utdelas i Frankfurt am Main på Goethes födelsedag den 28 augusti. Priset delas ut till en författare eller en person som genom sin verksamhet för och stöttar Goethes tankesätt och verksamhet vidare.
Pristagaren får ett diplom och 50.000 euro.
Priset delades från början ut årligen, men efter 1949 delas det ut vart tredje år.

## Pristagare
- 1927 - Stefan George, Tyskland, författare
- 1928 - Albert Schweitzer, Tyskland, läkare och filosof
- 1929 - Leopold Ziegler, Tyskland, filosof
- 1930 - Sigmund Freud, Österrike, psykoanalytiker
- 1931 - Ricarda Huch, Tyskland, författare
- 1932 - Gerhart Hauptmann, Tyskland, författare
- 1933 - Hermann Sehr, Tyskland, författare
- 1934 - Hans Pfitzner, Tyskland, kompositör
- 1935 - Hermann Stegemann, Tyskland, författare
- 1936 - Georg Kolbe , Tyskland, skulptör
- 1937 - Erwin Guido Kolbenheyer, Österrike författare och dramatiker
- 1938 - Hans Carossa, Tyskland, författare och lyriker
- 1939 - Carl Bosch, Tyskland, kemist och ingenjör
- 1940 - Agnes Miegel, Tyskland, författare och journalist
- 1941 - Wilhelm Schäfer, Tyskland, författare
- 1942 - Richard Kuhn, Tyskland/Österrike, kemist
- 1945 - Max Planck, Tyskland, fysiker
- 1946 - Hermann Hesse, Tyskland, författare och målare
- 1947 - Karl Jaspers, Tyskland, filosof och författare
- 1948 - Fritz von Unruh, Tyskland, författare
- 1949 - Thomas Mann, Tyskland, författare
- 1952 - Carl Zuckmayer, Tyskland, författare
- 1955 - Annette Kolb, Tyskland, författare
- 1958 - Carl Friedrich von Weizsäcker, Tyskland, filosof och fysiker
- 1960 - Ernst Beutler, Tyskland, författare
- 1961 - Walter Gropius, Tyskland, arkitekt
- 1964 - Benno Reifenberg, Tyskland journalist och författare
- 1967 - Carlo Schmid, Tyskland, jurist och politiker
- 1970 - Georg Lukács, Ungern, filosof och litteraturvetare
- 1973 - Arno Schmidt, Tyskland, författare
- 1976 - Ingmar Bergman, Sverige, teater- och filmregissör
- 1979 - Raymond Aron, Frankrike, filosof och sociolog
- 1982 - Ernst Jünger, Tyskland, författare och filosof
- 1985 - Golo Mann, Tyskland, historiker, författare och filosof
- 1988 - Peter Stein, Tyskland, teater- och filmregissör
- 1991 - Wisława Szymborska, Polen, poet
- 1994 - Ernst Gombrich, Österrike, konsthistoriker
- 1997 - Hans Zender, Tyskland, kompositör och dirigent
- 2000 - Siegfried Lenz, Tyskland, författare
- 2002 - Marcel Reich-Ranicki, Tyskland, litteraturkritiker
- 2005 - Amos Oz, Israel, författare och journalist
- 2008 - Pina Bausch, Tyskland, koreograf
- 2011 - Adonis, Syrien, poet
- 2014 - Peter von Matt, Schweiz, germanist och författare
- 2017 – Ariane Mnouchkine, regissör och teaterledare
- 2020 – Dževad Karahasan